# شفة ظهرانية

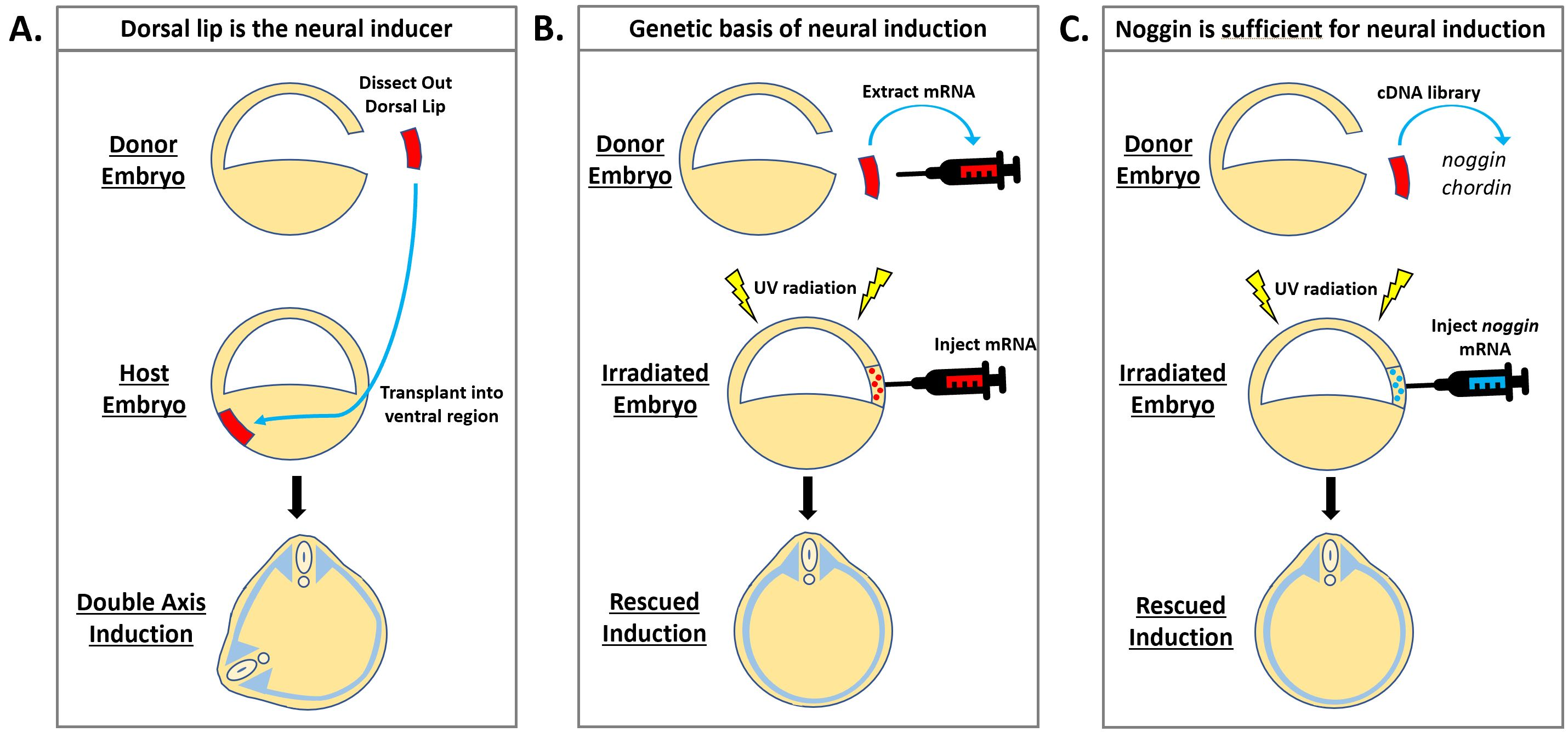
الشكل 1: أثبتت تجربة مانجولد لزرع الشفة الظهرية في Xenopus أن الشفة الظهرية المزروعة يمكن أن تحفز تكوين محور مزدوج في الجنين المضيف الجديد، مما يعزز من كفاية الشفة الظهرية في الحث العصبي (أ). أدى حقن mRNA المستخرج من الشفة الظهرية في أجنة Xenopus المشعة إلى إنقاذ الحث العصبي والتطور العام مما يدل على وجود أساس وراثي للحث العصبي (ب). أدى إنشاء مكتبات cDNA من mRNA المستخرج من الشفة الظهرية إلى تحديد الجينات المرشحة التي قد تكون مسؤولة عن الحث العصبي. أحد هذه الجينات المرشحة، noggin، كافٍ لإنقاذ نمو الأجنة المشعة عندما يتم حقن mRNA الخاص به (ج).

الشفة الظهرية مَسمُّ الأُريمة هيَ بنية تتشكل أثناء التطور الجنيني المبكر وهيَ مهمة لدورها في تنظيم طبقات منتشاه. تتشكل الشفة الظهرية أثناء تكوُّن المُعَيدَة المبكرة حيث يشكل طي الأنسجة على طول المنطقة الهامشية الملتوية من تجويف أريمي وتعرف باسم  مَسمُّ الأُريمة. إنه مهم بشكل خاص لدوره في النماء العصبي من خلال النموذج الافتراضي، حيث تحمي الإشارات من الشفة الظهرية منطقة من الأديم الخارجي من أن تصبحَ بشرة، مما يسمح لها بالتطور إلى نسيجها العصبي الافتراضي.

## اكتشاف
تشير الشفة الظهرية إلى قسم الأنسجة الموجود في موقع الإنغماد الأول في مرحلة ما قبل الغزو النامية ومن المفهوم أنها تعمل كمحفز عصبي في الجنين المبكر وكذلك المنظم العام لمحور الجسم بأكمله. أظهرت تجارب الزرع المبكرة في الأجنة النامية أنَ طبقات مختلفة من الجنين، عند عزلها وزرعها قبل المعيدة مقابل بعد المعيدة، ستتطور إلى أنسجة ناضجة مختلفة بشكل واضح. لاحظ الدكتور هانس شبيمان هذه الظاهرة وافترض أنَ إعادة ترتيب الأنسجة التي حدثت أثناء المعيدة يجب أن تكونَ مرتبطة بطريقة ما بالتحكم في مصير الأنسجة النامية في الجنين. ركز بحثه على الشفة الظهرية كمنظم محتمل لهذه التغييرات في مواصفات المصير لأنها أول بنية تطوى إلى الداخل أثناء المعيدة.
أظهر زرع الشفة الظهرية من قيطم الجنين في المنطقة البطنية لجنين مضيف مختلف أنَ محورًا ثانويًا كاملًا سيتشكل باستخدام أنسجة الجنين المضيف نفسه، مما يشير إلى دور واضح للشفة الظهرية كمحفز عصبي ومنظم. أُشيرةَ إلى الشفة الظهرية للمعيدة النامية على أنها منظم سبيمان مانغولد لدورها في النماء العصبي وتنظيم الأنسجة العصبية النامية.
ثمَ تحول الاهتمام إلى تحديد الآليات الكيميائية الكامنة وراء وظيفة منظم الشفة الظهرية.  أظهرت التجارب المستقبلية باستخدام سلسلة من حقن الحمض النووي الريبوزي المرسال للشفة الظهرية في الأجنة المشععة أنَ الشفة الظهرية تحتوي على عوامل وراثية كافية للتحريض العصبي.  تمكنت المزيد من التحقيقات من تحديد عوامل محددة مثل: نوجين وكوردين كعوامل وراثية في الشفة الظهرية التي تعتبر حاسمة لنماء العصبي السليم.

## معلومات وراثية للتحريض العصبي
أجريت تجارب لتحديد الأساس الجيني للتحريض العصبي عن طريق تعريض قيطم الأجنة للأشعة فوق البنفسجية، مما يؤدي إلى تطورها بدون رأس. استخرج الدكتور ريتشارد هارلاند والدكتور ويليام سميث الحمض النووي الريبوزي المرسال من الشفة الظهرية لأقاطيم الأجنة النامية بشكل طبيعي والتي حقنت بعد ذلك في الأجنة المشعة بالأشعة فوق البنفسجية لمعرفة ما إذا كان يمكن إنقاذ نمو الرأس الطبيعي. حددت هذه التجارب أنَ جين النوجين للحمض النووي الريبوزي المرسال يمكن أن يحفز نمو الرأس والدماغ الطبيعي، وأنَ المستويات المتزايدة من جين النوجو تؤدي إلى هياكل دماغية أكبر وفي النهاية محور ثانوي.
حددت تجارب مماثلة في مختبر الدكتور إدوارد ديروبرتيس أنَ الحمض النووي الريبي منقوص الأكسجين المتمم الوترية يمكن أن تحفز أيضًا محورًا ثانويًا، مما يشير إلى وجود تكرار في الجينات التي ترمز للتطور العصبي. لاختبار ما إذا كان هناك حاجة إلى جين واحد فقط أو كليهما للتحريض العصبي، اُستخدمت الفئران المعدلة وراثيًا. الفئران التي كان لديها إما جين نوجين أو جين كوردن المحذوف تطورت بدون بعض هياكل الرأس مثل الأذنين، ولكن كان لديها نمو سليم بشكل عام. ومع ذلك، فإنَ الفئران التي تعرضت لضربة قاضية مزدوجة لكل من النوجين والكوردين، تطورت بدون دماغ، مما يدل على وجود جينات متعددة تساهم في وظائف مماثلة للتطور العصبي.
حددت مجموعة مختلفة من الدراسات جزيئًا آخر، فوليستاتين، يشارك في الحث العصبي. كان هذا نتيجة لعمل دوغلاس ميلتون وعلي هماتي بريفانلو، اللذين كانا يدرسان وظيفة أكتيفين، وهوَ جزيء لتأشير الخلية يعمل على مستقبلات TGF-β. اكتشفوا أنه من خلال تحور مستقبلات الأكتيفين، تصبح الأنسجة التي تتطور عادة إلى بشرة بدلًا من ذلك نسيجًا عصبيًا. أعطى هذا نظرة ثاقبة لآلية الإشارات للحث العصبي، حيث تبين أنَ تثبيط مستقبلات TGF-β يؤدي إلى تكوين الأنسجة العصبية. حُددَ فوليستاتين كمثبط للمستقبلات TGF-β، وتبين لاحقَا أنَ كلا من الكوردين والنوجين يعملان جنبًا إلى جنب مع فوليستاتين لمنع بروتين تشكل العظام من تنشيط مستقبلاتTGF-β. من خلال آلية الإشارة هذه، تحمي الشفة الظهرية للبلاستوبور الأنسجة من أن تصبح بشرة، مما يسمح بالتكوين الافتراضي للأنسجة العصبية.

## تشكيل شفة ظهرية
قبل حدوث التكوين الهيكلي للشفة الظهرية، يكون مركز إشارات آخر يعرف باسم مركز نيوكوب، الموجود في المنطقة النباتية من تجويف أريمي النامي، مسؤولًا عن تنظيم أنماط القطبية اللازمة لتشكيل الشفة الظهرية. اكتشفَ مركز نيوكوب ليكون مسؤولًا عن إنشاء القطبية الظهرية البطنية من خلال بروتين دبيلو.أن.تي/ جي اس كا / بيتا-كاتينين. تسمح هذه الإشارة الظهرية لمنظم سبيمان بالتأسيس في الخلايا الهامشية الظهرية حيث سيتشكل الموقع المستقبلي للشفة الظهرية والبلاستوبور.